# Saludden
Saludden är en udde i Finland. Den ligger i Kyrkslätt och landskapet Nyland, i den södra delen av landet, 27 km sydväst om huvudstaden Helsingfors.
Terrängen inåt land är platt. Havet är nära Saludden åt sydost.